# 해협의 체제에 관한 몽트뢰 협약
해협의 체제에 관한 몽트뢰 협약은 1936년에 보스포루스 해협과 다르다넬스 해협에 대한 통제권을 튀르키예에게 부여하고 해군 전함의 통과를 규제하는 협정이다. 이 협약은 평시에 민간 선박의 자유로운 통행을 보장하고 흑해 국가에 속하지 않는 해군 함정의 통행을 제한한다. 협약의 조건은 수년에 걸쳐 논쟁의 원인이 되어 왔으며, 특히 지중해에 대한 소련의 군사적 접근에 관한 논쟁이 있었다.
이 협약은 1936년 7월 20일 스위스의 몽트뢰 궁전에서 조인되었는데, 튀르키예가 해협을 재군사화하는 것을 허용했다. 1936년 11월 9일에 발효되었으며 1936년 12월 11일에 국제 연맹 조약 시리즈에 등재되었다. 현재도 유효하다.
현재 건설중인 21 세기 이스탄불 운하 프로젝트는 몽트뢰 협약을 회피하여 흑해로부터 마르마라 해까지의 군함의 통과(번호, 톤수, 및 무기가 제한된다)에 관하여 튀르키예에게 더욱 많은 자율성을 허용할 가능성이 있다. 카날 프로젝트에서는 트라키아 통과하는 45 km의 긴 인공 수로를 건설하여 마르마라 해와 흑해를 연결한다. 이 경로는 보스포러스 해협과 거의 평행하게 운행되지만, 이를 통과하는 선박은 논란의 여지는 있으나 몽트뢰 협약 조건의 적용을 받지 않을 수 있다. 현재 다르다넬스 해협을 통한 운송 트래픽은 보스포러스 해협을 통과하기 위한 긴 대기 시간으로 매우 혼잡하다. 운하 프로젝트의 주요 목적은 대체 해상 경로를 제공하여 운송 트래픽을 완화하고 수익을 높이는 것이다. 그러나 몽트뢰 체제에 의해 부과된 거의 100년에 가까운 제한을 끝낼 수 있는 운하의 잠재적인 능력은 논평가와 정치인 모두에 의해 간과된 적이 없고, 2018년 1월 당시 튀르키예 총리이자 전 교통부 장관인 비날리 이을드름은 운하가 실제로 몽트뢰 협약의 적용을 받지 않을 것이라고 발표했다. 이 발표는 러시아 언론과 정부에 의해 부정적으로 받아들여졌고 많은 사람들이 협약의 원래 용어에 대한 튀르키예 정부의 해석에 이의를 제기했다.